# Sonate K. 506
La sonate K. 506 (F.450/L.70) en fa majeur est une œuvre pour clavier du compositeur italien Domenico Scarlatti.

## Présentation
La sonate K. 506, en fa majeur, notée Allegro, forme un couple avec la sonate précédente, une toccata de même tonalité à l'écriture sévère. Le contraste, avec cette sonate tout en rythme espagnol et en virtuosité, est d'autant plus frappant que la forme est simple et que l'écriture à deux voix (avec de petites sections à trois), est dépouillée.
Dans la seconde section, Scarlatti modifie l'ordre d'apparition des thèmes. L'ostinato de cinq notes ascendantes à la basse (mesures 32 et suivantes, mais cité déjà mesure 10), ne se retrouve que dans la K. 494 (dans les dernières mesures de chaque section). La formule répétitive se retrouve plutôt dans les sonates après le numéro K. 150 (premier livre de Parme).

## Manuscrits
Le manuscrit principal est le numéro 23 du volume XII 23 (Ms. 9783) de Venise (1756), copié pour Maria Barbara ; les autres sont Parme XIV 23 (Ms. A. G. 31419), Münster I 43 (Sant Hs 3964) et Vienne C 38 (VII 28011 C).

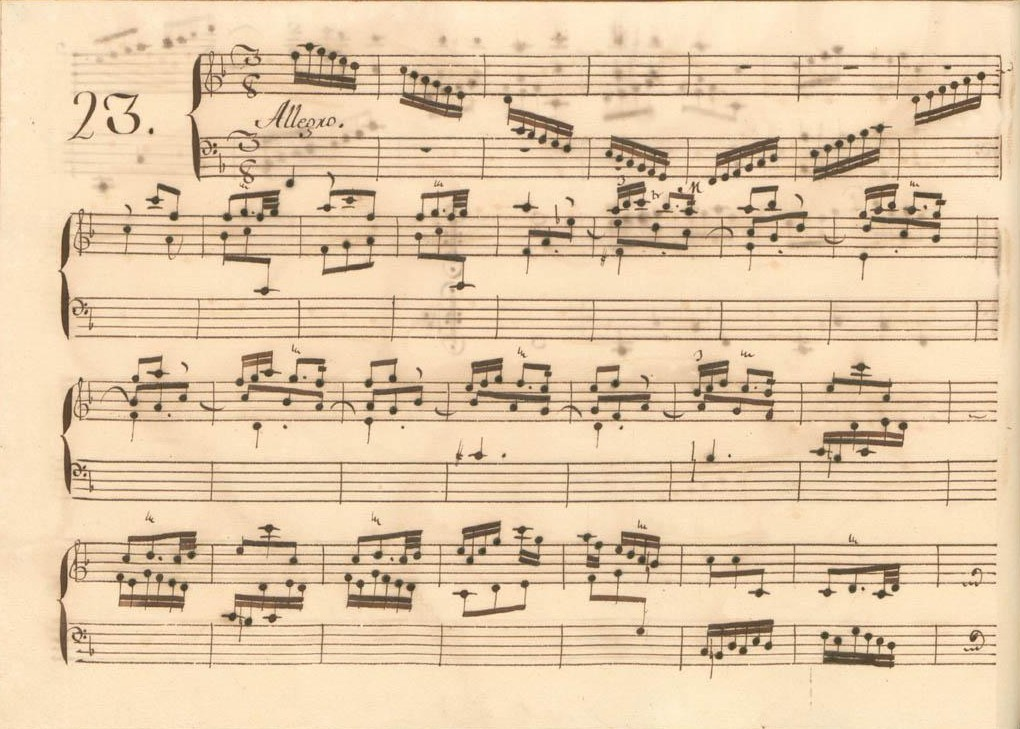
Parme XIV 23.
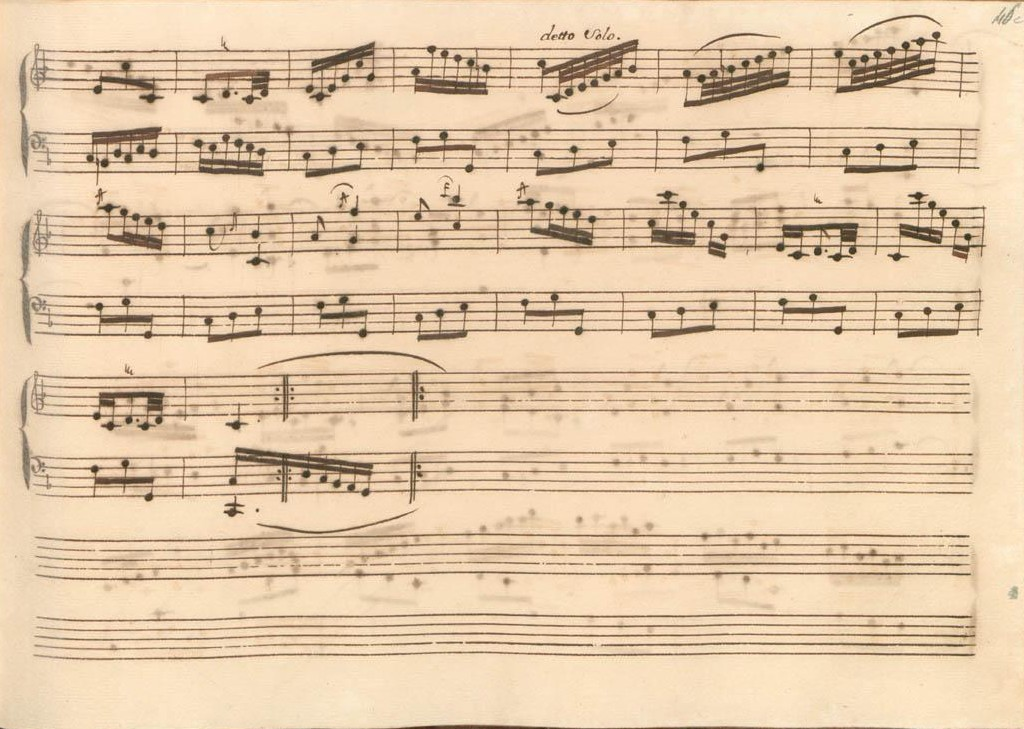
Parme XIV 23 (fin de la première section).
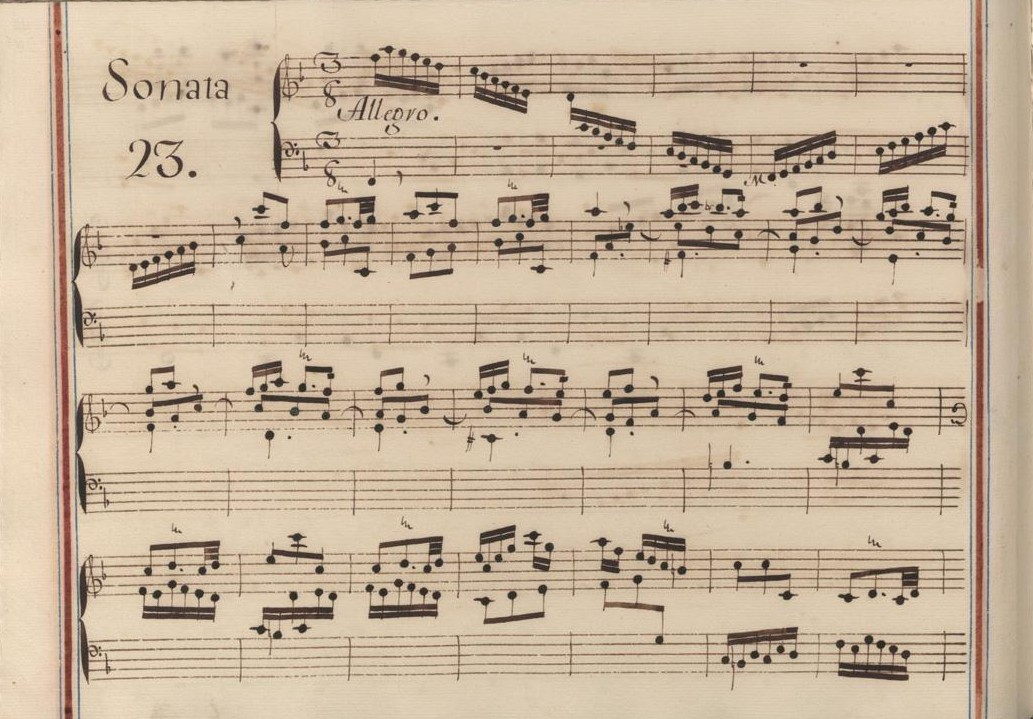
Venise XII 23.
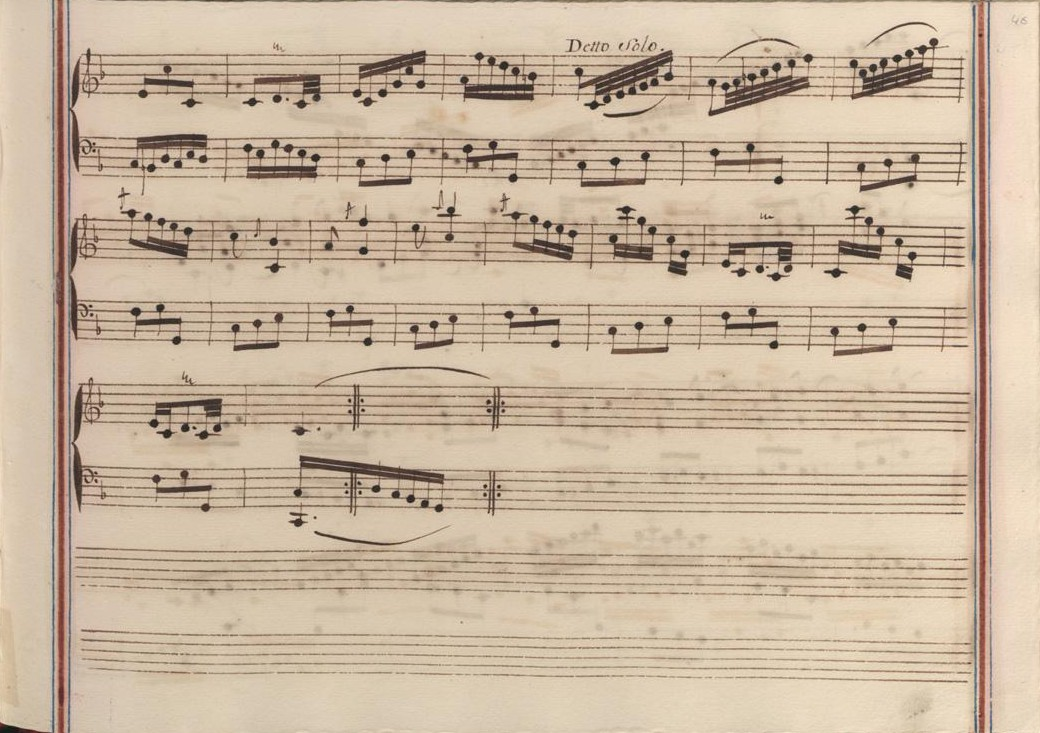
Venise XII 23 (fin de la première section).
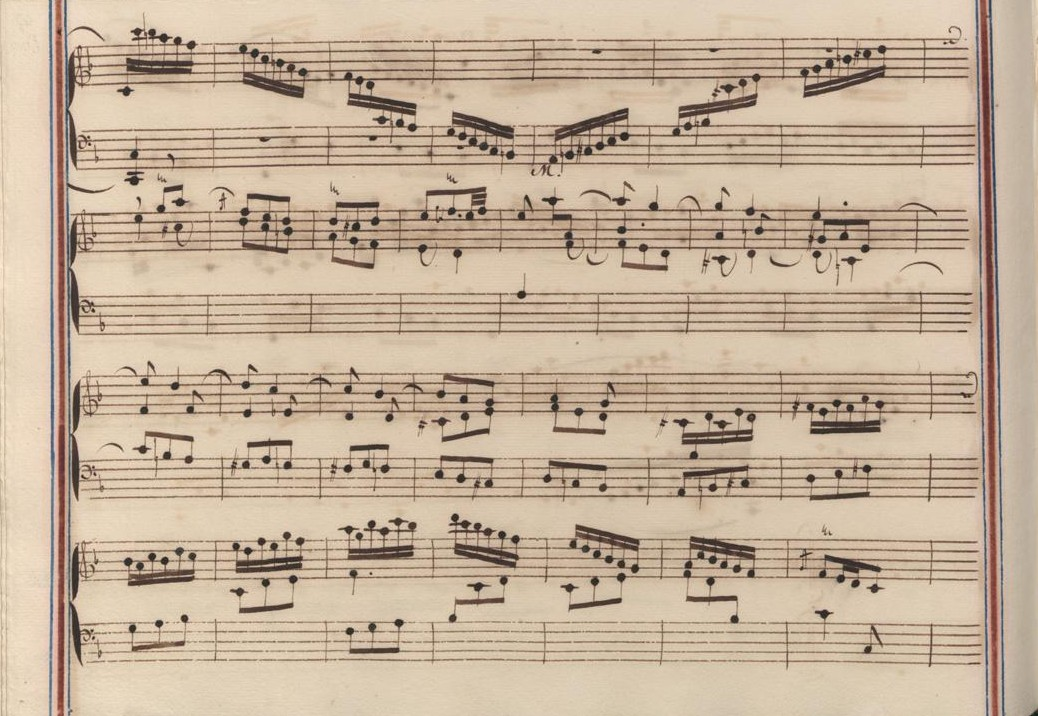
Venise XII 23 (début de la seconde section).
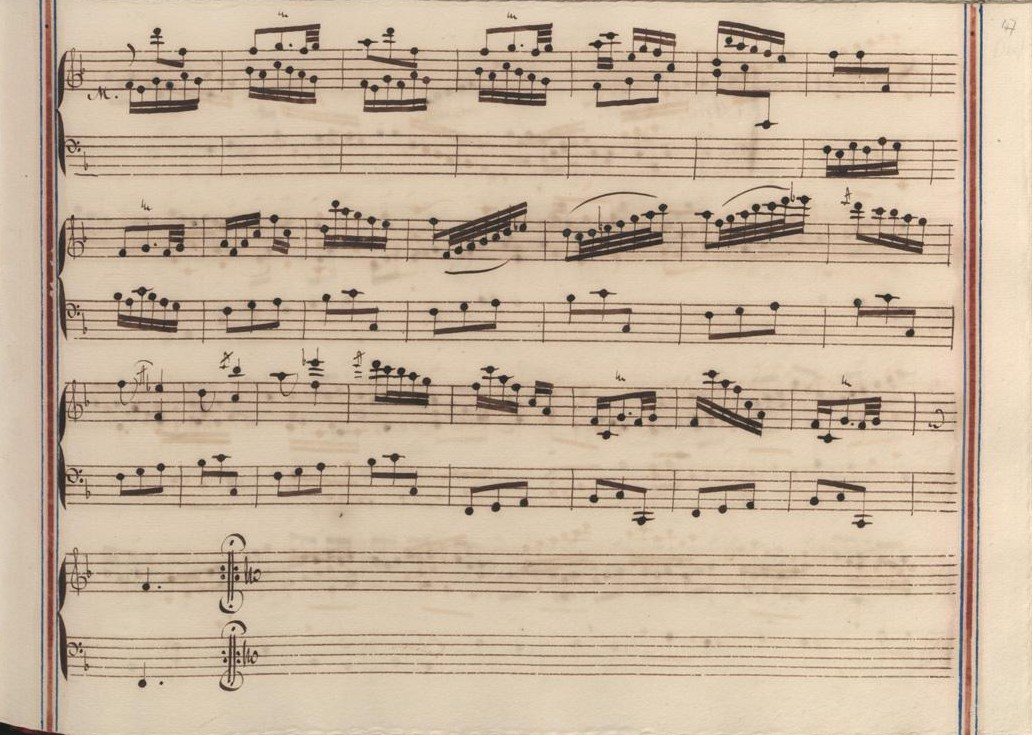
Venise XII 23 (fin de la sonate).

## Interprètes
La sonate K. 506 est défendue au piano notamment par Sean Kennard (2015, Naxos, vol. 17) et Carlo Grante (2016, Music & Arts, vol. 5) ; au clavecin, elle est jouée par Scott Ross (1985, Erato), Richard Lester (2004, Nimbus, vol. 5) et Pieter-Jan Belder (2007, Brilliant Classics, vol. 11).

## Sources
: document utilisé comme source pour la rédaction de cet article.
- Ralph Kirkpatrick (trad. de l'anglais par Dennis Collins), Domenico Scarlatti, Paris, Lattès, coll. « Musique et Musiciens », 1982 (1re éd. 1953 (en)), 493 p. (ISBN 978-2-7096-0118-4, OCLC 954954205, BNF 34689181).
- Alain de Chambure, « Domenico Scarlatti, Intégrale des sonates — Scott Ross », Erato/Éditions Costallat (2564-62092-2 (livret : 2292-45309-2)), 1985 (OCLC 891183737) .
- (en) Carlo Grante, « Domenico Scarlatti, intégrale des sonates pour clavier (vol. 5) », Music & Arts (CD-1294), 2017 (OCLC 1079366528) .